# 경주 불국사 영산회상도 및 사천왕 벽화
경주 불국사 영산회상도 및 사천왕 벽화(慶州 佛國寺 靈山會上圖 및 四天王 壁畵)는 대한민국 경상북도 경주시의 불국사에 있는 불화이다. 1769년에 조선 영조의 딸인 화완옹주와 상궁 김씨 등이 시주하여 제작한 불화로, 영산회상도와 2점의 사천왕 벽화이다. 2013년 2월 28일 대한민국의 보물 제1797호로 지정되었다.

## 설명
1769년에 영조의 딸인 화완옹주와 상궁 김씨 등이 시주하여 제작한 불화로, 영산회상도와 2점의 사천왕 벽화로 이루어진 독특한 구성을 보여준다. 조성연대는 영산회상도에만 1769년이라는 연대가 있고 사천왕 벽화에는 조성연대 없이 화원의 이름만 적혀 있는데, 영산회상도 제작에 참여한 화승들이 사천왕벽화를 그리는 데도 참여하였고 두 불화에서 인물표현과 채색 등에 유사점이 많은 것을 볼 때 영산회상도와 사천왕벽화는 같은 해에 함께 그려진 것으로 추정된다.
이 불화는 18세기 중후반 통도사와 봉정사 등 경상도지역을 중심으로 활동하던 화승들이 함께 제작한 것으로, 화려하면서도 차분한 색감과 안정적인 구도 등 경상도 지역의 화풍을 잘 보여준다. 아울러 영산회상도를 구성함에 있어 거는 그림과 벽화가 한 세트를 이루는 구성은 어디에서도 볼 수 없는 독특한 것으로, 조선 후기 불화조성의 한 면을 잘 보여주는 가치가 높은 작품이다.

## 사진

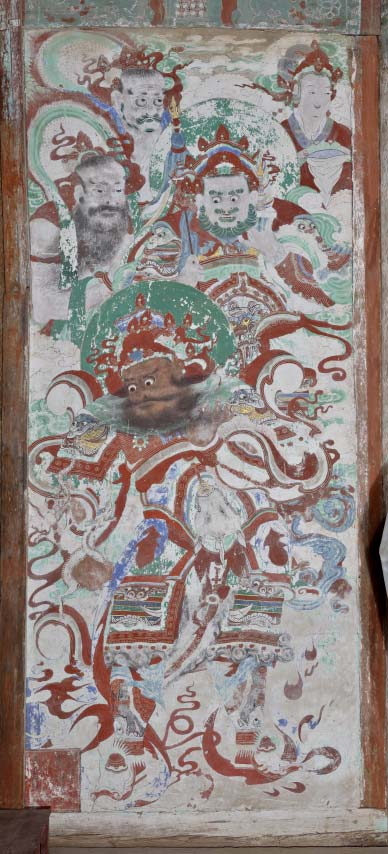
사천왕 벽화
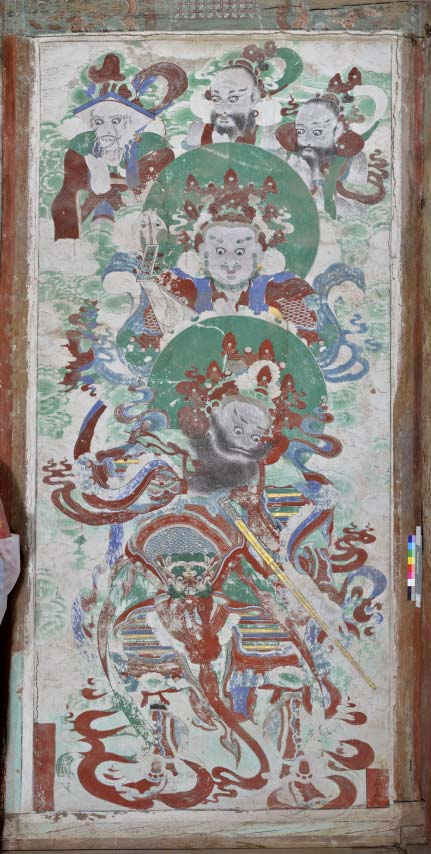
사천왕 벽화

## 같이 보기
- 불국사
- 화완옹주

## 참고 자료
- 경주 불국사 영산회상도 및 사천왕 벽화 - 국가유산청 국가유산포털